# 那波町
那波町（なばちょう）は、かつて兵庫県南西部（西播磨地区）に存在していた町。旧赤穂郡。1939年、相生町に編入されたため地方自治体として消滅した。
本項では町制前の名称である那波村（なばむら）についても述べる。
旧町域は現在の相生市の中部に相当する。

## 概要
現在の相生市那波、佐方、陸、池之内の周辺に大体相当する。

## 沿革
- 1889年（明治22年）4月1日 町村制施行に伴い、那波村、佐方村、陸村、池之内村が合併し、赤穂郡那波村発足。
- 1931年（昭和6年）11月1日 町制施行、那波町となる。
- 1939年（昭和14年）4月1日 相生町への編入により消滅。

## 交通

### 鉄道路線
- 鉄道省（現・西日本旅客鉄道）
  - 山陽本線：那波駅（現・相生駅）

現在は山陽新幹線および赤穂線が開業し、赤穂線には西相生駅が設置された。

### 道路
- 高速道路
  - 山陽自動車道が旧町域を通過しているが、インターチェンジは存在しない。
- 国道
  - 国道2号
  - 国道250号
- 県道
  - 兵庫県道64号相生停車場線
  - 兵庫県道121号たつの相生線
  - 兵庫県道568号相生壷根公園線
  - 兵庫県道715号竜泉那波線